# Varium est
„Varium est“ е месечно приложение на „Литературен вестник“ „за университетска култура“. Излиза в периода 2004-2005 година. Финансово е издържано от Нов български университет.
Името е вариация на девиза на Нов български университет – Ne varietatem timeamus. Varium est е латински израз, означаващ „Съществуват различни мнения“.
Периодичност – веднъж месечно.

## Редакционна колегия
- Йордан Ефтимов (главен редактор),
- Лора Шумкова.

## Броеве
Забележка: Информацията в списъка подлежи на допълване.
- Год. I, бр. 1, февруари 2004. Тема на броя: Академичното есе
- Год. I, бр. 2, март 2004. Тема на броя: Семиотиката в НБУ +
- Год. I, бр. 3, април 2004. Тема на броя: Университетски троянски коне
- Год. I, бр. 4, май 2004. Тема на броя: Езиковата култура в НБУ
- Год. I, бр. 5, юни 2004. Тема на броя:
- Год. I, бр. 6, юли 2004. Тема на броя: Сърцето на Далчев
- Год. I, бр. 7, септември 2004. Тема на броя: Египтология.bg
- Год. I, бр. 8, октомври 2004. Тема на броя: Антропология
- Год. I, бр. 9, ноември 2004. Тема на броя: Сократ / Еразъм
- Год. I, бр. 10, декември 2004. Тема на броя: Нови българистики
- Год. II, бр. 11, февруари 2005. Тема на броя: Пътуващи семинари
- Год. II, бр. 12, март 2005. Тема на броя: Театър на голия охлюв
- Год. II, бр. 13, април 2005. Тема на броя:
- Год. II, бр. 14, май 2005. Тема на броя: Архивите
- Год. II, бр. 15, юни 2005. Тема на броя: КомУНИкациите
- Год. II, бр. 16, юли 2005. Тема на броя:
- Год. II, бр. 17, септември 2005. Тема на броя:
- Год. II, бр. 18, октомври 2005. Тема на броя: Силно/Синьо лято
- Год. II, бр. 19-20, октомври 2005. Тема на броя: Нови българистики
- Год. II, бр. 21, ноември 2005. Тема на броя: X-mas, Y-mas, Z-mas